# Taeyang-ui huye
 (кореј. 태양의 후예, срп. Потомци сунца) јужнокорејска је телевизијска серија, снимана 2016.

## Улоге
| Глумац:      | Улога:      |
| ------------ | ----------- |
| Сонг Јунг-ки | Иу Си-јин   |
| Сонг Хје-кјо | Канг Мо-ион |
| Јин Гу       | Со Де-ионг  |
| Ким Ји-вон   | Иу Миунг-ју |